# Artjom Anisimov
Artjom Aleksejevitj Anisimov, ryska: Артё́м Алексе́евич Ани́симов, född 24 maj 1988 i Jaroslavl, Sovjetunionen, är en rysk professionell ishockeyspelare som spelar som center för Chicago Blackhawks i NHL. Anisimov inledde sin ishockeykarriär i Lokomotiv Jaroslavls utvecklingslag 2004. Året efter debuterade han i klubbens A-lag och deltog i U18 VM där Ryssland kom på femte plats. Anisimov deltog i två JVM och har två medaljer, ett silver från 2007 och ett brons från 2008.
Anisimov valdes av New York Rangers i den andra rundan som 54:e spelare totalt i 2006 års NHL-draft och skrev kontrakt med klubben i augusti 2007. De första två säsongerna tillbringade han i farmarlaget Hartford Wolf Pack där han gjorde 43 (16 mål och 27 assist) respektive 81 (37 mål och 44 assist) poäng. Han debuterade i NHL den 3 februari 2009 i en match mot Atlanta Thrashers, men det blev hans enda match med Rangers säsongen 2008–09. Efterföljande säsong tog han dock en ordinarie plats i laget och gjorde sitt första NHL-mål den 11 oktober 2009 mot Anaheim Ducks.
23 juli 2012 bytte New York Rangers bort Anisimov till Columbus Blue Jackets.